# ファンデ・ラモス
フアンデ・ラモス（Juande Ramos）ことフアン・デ・ラ・クルス・"フアンデ"・ラモス・カーノ（Juan de la Cruz "Juande" Ramos Cano, 1954年9月25日 - ）は、スペインのサッカー指導者。

## 現役時代
現役時代はエルチェCF、CDアルコヤーノ、アリカンテCFといったスペインリーグ下部のチームでMFとしてプレーしたが、28歳のとき膝の負傷が原因で引退、指導者としての道を歩み始める。

## 指導経歴

### スペイン時代
弱小クラブや一部在籍クラブの下部組織を渡り歩いた後、レアル・ベティス、RCDエスパニョール、マラガCFといった一部リーグの中堅クラブの監督を歴任してきた。2004年にはルイス・アラゴネスと並んでスペイン代表監督の有力候補にも挙がった。2005年からはセビージャFCの監督に就任。チームの永遠のライバルであるレアル・ベティスの監督経験者ということでファンから厳しい声を浴びせられる場面も多かったが、迫力あるサイドアタックを武器に初年度からプリメーラ・ディビシオン5位、UEFAカップ優勝とチームに好成績をもたらし雑音を一蹴した。UEFAカップとUEFAチャンピオンズリーグの優勝チームによって争われるUEFAスーパーカップでも、当時のリーガ・エスパニョーラのチャンピオンであったバルセロナを3-0のスコアで破っている。翌2006-07シーズンには、チームを終盤までリーガ・エスパニョーラ優勝争いに絡ませ、最終的に優勝こそ逃したものの、3位でシーズンを終え、悲願のCL出場権を獲得した。また、UEFAカップでは同じスペイン1部のエスパニョールをPK戦で下して連覇も果たし、またスペインの国内カップ戦であるコパ・デル・レイのタイトルも獲得している。
2007年2月28日に行われたコパ・デル・レイの準々決勝においてレアル・ベティスと対戦した際、サポーターの投げ込んだ2リットルのペットボトルが頭部に当たり一時意識不明に陥り、そのまま試合が中断、中止となる事件が起きた。ベティス戦は上述の通りアンダルシア・ダービーとして熱狂的な盛り上がりを見せるが、その過程で暴力がスポーツに持ち込まれたとしてスペイン国内では大きく問題となった。
2007-08シーズン途中、セビージャでの年俸の4倍(推定600万ユーロ以上、当時のレートで約10億円)というトッテナムからの破格のオファーを受ける。当初シーズン終了までセビージャの指揮を執ることを表明したラモスであったが、10月7日にトッテナムがマルティン・ヨル監督を解任すると、その翌日にシーズン途中でセビージャを退団した。

### イングランド時代
ラモスがトッテナムの監督を受け継いだ当時、チームは降格圏内に位置する苦しい戦いぶりであった。初戦はカーリングカップ予選のバーミンガム・シティFC戦で、ロビー・キーンとパスカル・シンボンダのゴールによって2-0で勝利を飾る。その後じりじりとリーグ戦でも順位を上げてゆき最終的には11位でシーズンを終える。
しかしこの年特筆すべきは、カップ戦での活躍である。UEFAカップこそベスト8を懸けた戦いでオランダの強豪PSVアイントホーフェンにPK戦で敗れるも、先のカーリングカップでは順調に勝ち進んでゆく。準決勝ではノースロンドンの宿敵であるアーセナルFCにアウェイで引き分けた後、ホームのホワイト・ハート・レーンで歴史的な5-1での大勝、ファンを大いに喜ばせた。そして迎えた決勝では改築された新ウェンブリー・スタジアムで同じロンドンのチェルシーFCと対戦。延長戦の末に2-1で勝利を収める。1999年以来となるタイトルを獲得すると共に、翌シーズンのUEFAカップへの出場権も手に入れた。
ところが2008-09シーズンのプレミアリーグでは開幕から8試合にわたって勝利をものに出来ず、10月24日に行われたUEFAカップグループステージ第1節のウディネーゼ戦に0-2で敗れると、翌10月25日に監督を解任された。

### 再びスペインへ
2008年12月9日、リーグ戦での不振を理由に解任されたベルント・シュスターの後任として、2008-09シーズン終了時までの契約でレアル・マドリードの監督に就任した。初采配となったアウェーでのエル・クラシコはゴール前で守りを固める戦術で善戦したが、終了間際の2失点で0-2で敗れた。しかし16節のバレンシアCF戦で4試合ぶりの勝ち星を挙げると25節のRCDエスパニョール戦まで10連勝を果たし、26節のアトレティコ・マドリード戦に引き分けたものの、33節までに17勝1分と驚異的な巻き返しを見せた。勝ち点4差に詰め寄って迎えた34節のエル・クラシコではFCバルセロナに2-6で敗れ、その後のリーグ戦も全敗してシーズンを終えた。

### ロシア時代
2009年9月10日、リーグ戦での不振並びにロシア・カップで早期敗退したことを理由に解任されたジーコの後任としてPFC CSKAモスクワの監督に就任した。契約期間は同年12月までの4ヶ月間で、UEFAチャンピオンズリーググループリーグを突破した際には契約延長されるオプションがつけられた。しかし、チャンピオンズリーグでは三試合消化の時点で勝ち点3の3位（ベシクタシュに勝利）、リーグ戦では指揮をとって6試合の勝ち点は10にとどまり、連勝で首位を走っていたルビン・カザンが連敗したにもかかわらず、就任時点の勝ち点差を縮める事はできず、順位は一つ落とした。同年10月26日、クラブが契約を解除し解任される。25日、ホームでFCモスクワに3-1で敗れた直後であった。報道では双方合意の下とされている。

### ウクライナ時代
2010年10月1日、4年契約でウクライナのFCドニプロ監督に就任。

## サッカースタイル
監督としてのスタイル自体は守備・組織を重視する堅実なものであり、非常に規制の多いサッカーをする。セビージャ、トッテナム、レアル・マドリードいずれのクラブでも両サイドにアタッカー、中盤の底に守備的な選手を配置した4-4-2をベースとした。

## 人物
- 2011年12月、ソヴィエツキー・スポルト記者のインタビューに答えたラモスはロシアでの時間について、2ヶ月(45日)しか指揮を執らなかったから奇妙に聞こえるかも知れないが、私はCSKAで過ごした時間を喜んで思い出すと語っている[3]。
- またロシアではタイトルを得るための高レベルの競争があると語り、CSKA、ゼニト、ロコモティフ、ルビン、スパルタク、ディナモ、少なくとも6つのクラブがUEFAチャンピオンズリーグ出場権を得られる可能性があると話している[3]。
- ウクライナではシャフタールとディナモ・キーウの2強であるとし、他のクラブはそれに追いつこうとしてると述べている[3]。

## 監督成績
| クラブ                   | 就任           | 退任           | 記録 | 記録 | 記録 | 記録 | 記録   |        |
| クラブ                   | 就任           | 退任           | 試合 | 勝   | 分   | 負   | 勝率 % |        |
| ------------------------ | -------------- | -------------- | ---- | ---- | ---- | ---- | ------ | ------ |
| アルコヤーノ             | 1992年         | 1994年         | 76   | 24   | 26   | 26   | 031.58 |        |
| レバンテ                 | 1994年         | 1995年         | 44   | 23   | 14   | 7    | 052.27 |        |
| ログロニェス             | 1995年         | 1996年         | 38   | 20   | 9    | 9    | 052.63 |        |
| バルセロナB              | 1996年         | 1997年         | 38   | 7    | 13   | 18   | 018.42 |        |
| リェイダ                 | 1997年         | 1998年         | 42   | 18   | 9    | 15   | 042.86 |        |
| ラーヨ・バジェカーノ     | 1998年         | 2001年         | 118  | 44   | 34   | 40   | 037.29 |        |
| レアル・ベティス         | 2001年7月1日   | 2002年6月30日  | 38   | 15   | 14   | 9    | 039.47 |        |
| エスパニョール           | 2002年7月1日   | 2002年9月      | 5    | 0    | 1    | 4    | 000.00 |        |
| マラガ                   | 2003年7月1日   | 2004年6月30日  | 38   | 15   | 6    | 17   | 039.47 |        |
| セビージャ               | 2005年7月1日   | 2007年10月26日 | 133  | 75   | 28   | 30   | 056.39 |        |
| トッテナム・ホットスパー | 2007年10月27日 | 2008年10月25日 | 54   | 21   | 16   | 17   | 038.89 |        |
| レアル・マドリードCF     | 2008年9月9日   | 2009年6月30日  | 27   | 18   | 1    | 8    | 066.67 |        |
| CSKAモスクワ             | 2009年9月10日  | 2009年10月26日 | 9    | 4    | 1    | 4    | 044.44 |        |
| ドニプロ                 | 2010年10月1日  | 2014年5月21日  | 133  | 75   | 30   | 28   | 056.39 |        |
| マラガ                   | 2016年5月27日  | 2016年12月22日 | 18   | 5    | 6    | 7    | 027.78 |        |
| 合計                     | 合計           | 合計           | 合計 | 810  | 364  | 207  | 239    | 044.94 |

## 獲得タイトル
- UEFAカップ : 2回
  -  : 2005-2006、2006-2007
- UEFAスーパーカップ : 1回
  -  : 2006
- コパ・デル・レイ : 1回
  -  : 2006-2007
- スーペルコパ : 1回
  -  : 2007
- イングランド・リーグカップ : 1回
  -  : 2007-2008